# Guto Nyth Brân
Guto Nyth Brân (Llwyncelyn, 1700 – 1737) è stato un mezzofondista britannico, per la precisione gallese, la cui vita e imprese si mescolano alla leggenda nell'opera di autori come I.D. Hooson, che ne scrisse una ballata.
Molto di quanto sappiamo di lui è stato scritto da William Thomas nel suo libro Plwy Llanwynno ("Llanwynno Parish").

## Biografia
Guto nacque a Llwyncelyn, un piccolo villaggio che oggi si trova nella comunità di Porth.
Si dice che il suo talento si mise in mostra quando, aiutando suo padre a pascolare il gregge, inseguì e catturò una lepre selvatica. Da quel momento al paese si sarebbe rumoreggiato della sua presunta abitudine quotidiana nel rincorrere lepri, volpi e uccelli.
Una leggenda lo vuole poi correre da casa sua al villaggio di Pontypridd e ritorno, per un totale di 7 miglia, prima che l'acqua bollisse. Vedendo questo suo talento, un negioziante locale, Siân o'r Siop ("Siân dal negozio"), decise di diventarne manager ed allenatore.
La prima gara organizzata da Siân o'r Siop vide Guto sopraffare un imbattuto capitano inglese sulla distanza delle 4 miglia. Guto vinse facilmente, aggiudicandosi un premio di £400. Guto e Siân si innamorarono. Dal momento che Guto continuava a vincere, divenne sempre più difficile trovargli degli avversari. Decisero allora di ritirarsi entrambi a vita privata prima che l'atleta compisse 30 anni, ma pochi anni più tardi si fece avanti un nuovo sfidante, noto come "Prince of Bedwas". Siân convinse Guto a tornare in attività e così avvenne nel 1737 per una gara dal premio in palio di 1000 ghinee (£1050).
La gara era sulle 12 miglia, fra Newport e Bedwas e Guto sconfisse anche questa volta il suo avversario, ma lo sforzo gli fu fatale: collassò nelle celebrazioni del dopogara, morendo fra le braccia di Siân. Il suo corpo ora giace nella St. Gwynno Church nella silvicoltura di Llanwynno.
Per celebrare le sue gesta, dal 1958 viene organizzata la Rasys Enwog Nos Galan, corsa non competitiva che si tiene il 31 dicembre di ogni anno a Mountain Ash.